# Slunéčko osmnáctiskvrnné
Slunéčko osmnáctiskvrnné (Myrrha octodecimguttata) je druh brouka z čeledi slunéčkovití.

## Popis
Délka těla slunéčka osmnáctiskvrnného se pohybuje v rozmezí 3,5–5 mm. Krovky jsou kaštanově hnědé s 16–18 skvrnami, které avšak často splývají. Pronotum je rovněž kaštanově hnědé, po stranách je bílé, vepředu a vzadu jsou bílé skvrny. Na místech bez bílého zbarvení pronota je hnědá skvrna ve tvaru písmene M. Larva je světle šedá s bílými a žlutooranžovými hrbolky. Kukla je šedobílá s černými skvrnami na zadečku a zadohrudi, na zadečku je kukla naoranžovělá, popřípadě narůžovělá.

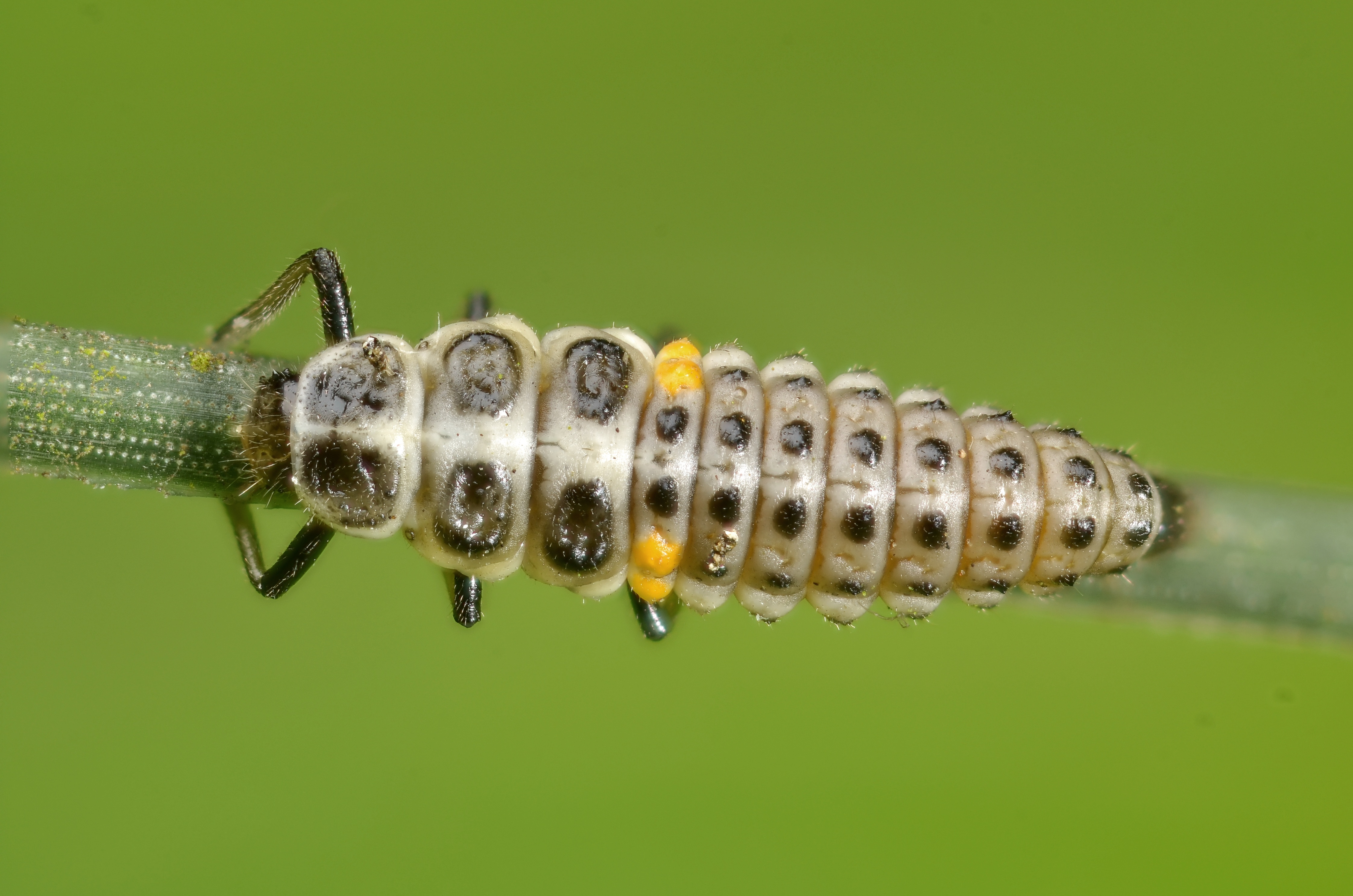
Larva
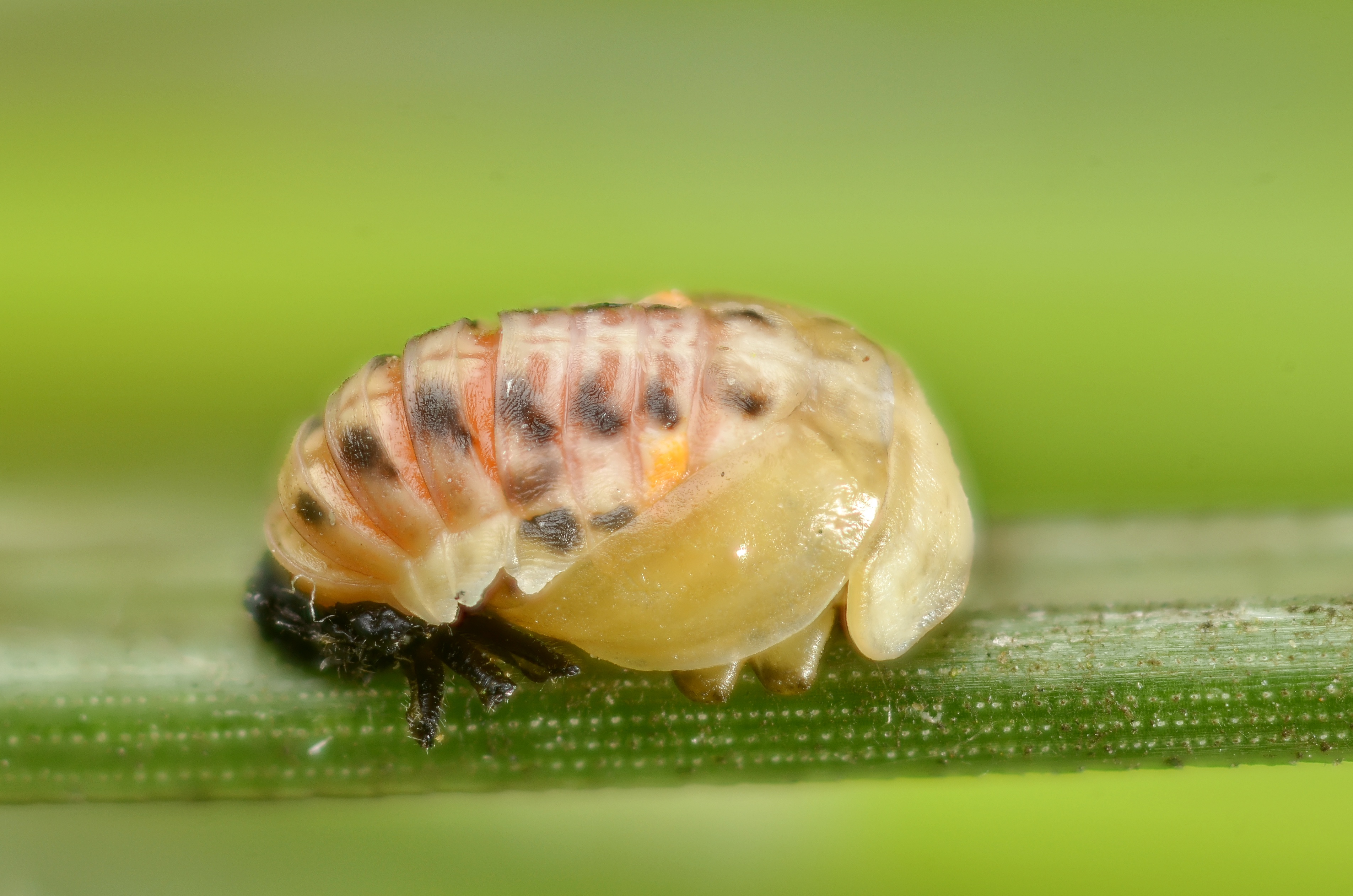
Kukla
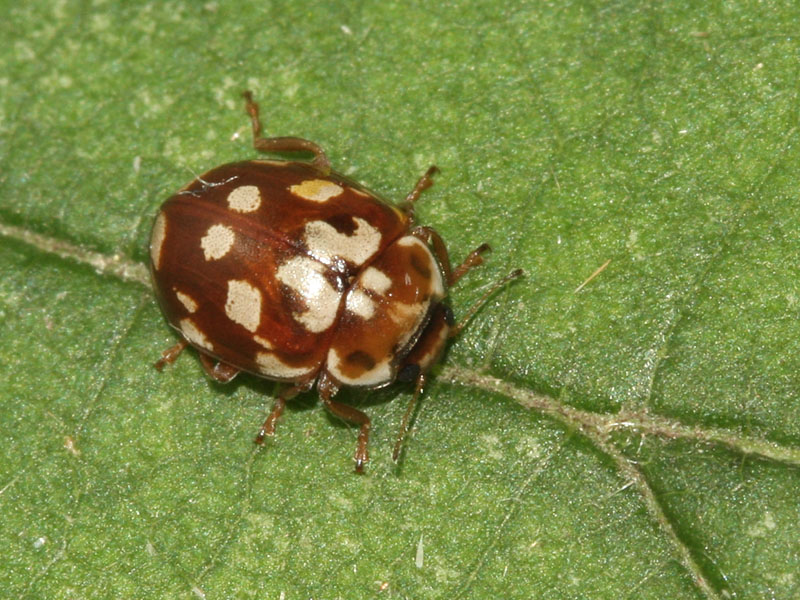
Poddruh octodecimguttata
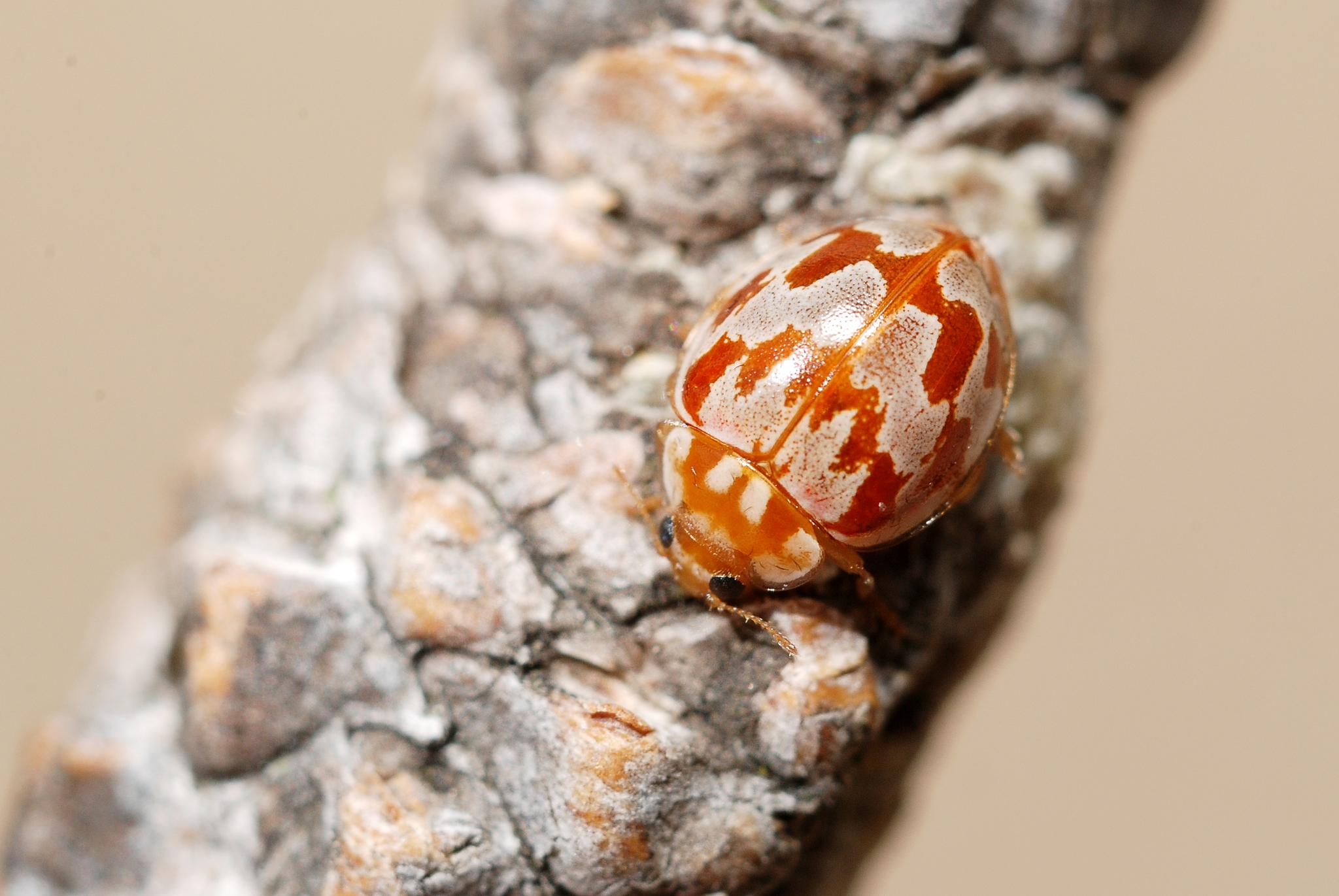
Poddruh formosa

## Rozšíření
Slunéčko osmnáctiskvrnné je eurosibiřský a středomořský druh, preferuje okraje lesů a paseky, kde žije na starých borovicích, konkrétně v jejich korunách.

## Potrava
Stejně jako další druhy z čeledi slunéčkovití se slunéčko osmnáctiskvrnné živí mšicemi.

## Poddruhy
K roku 2025 jsou uznávány 2 poddruhy:
- Myrrha octodecimguttata ssp. formosa – zejména na jihu Evropy[6]
- Myrrha octodecimguttata ssp. octodecimguttata – nominátní poddruh; zejména ve střední Evropě a na severu Evropy[7]